# Ondřej Habervešl z Habernfeldu
Ondřej Habervešl z Habernfeldu, deutsch: Andreas Haberveschl von Habernfeld († etwa 1645), war böhmischer Arzt und Publizist.
Der Prager Erbbürgerliche, Mitglied der Brüder-Unität und Offizier des Ständeheeres, brachte dem König Friedrich von der Pfalz die Nachricht von der Niederlage bei der Schlacht am Weißen Berg. Vor der Masseninhaftierung im Februar 1622 flüchtete er nach Den Haag.
Der Humanist und Arzt verfasste in lateinischer Sprache ein zwar nicht umfangreiches, aber emotional leidenschaftliches Buch über den Aufstand des böhmischen Standes der Jahre 1618 bis 1620 – Der böhmische Krieg (Válka česká). In seinem Werk rechnete er mit scharfer Feder mit den Habsburgern ab und verteidigte die Freiheit und das Recht der böhmischen Stände. Er sparte aber auch nicht mit Vorwürfen gegenüber den Böhmen. Sie seien unfähig, kopflos, leichtsinnig und unnachgiebig. Das Buch erschien in Leiden 1645.
- siehe auch Liste tschechischer Schriftsteller